# John Ekels
John Ekels (Yakarta, 2 de diciembre de 1940) es un deportista canadiense que compitió en vela en la clase Soling. Participó en los Juegos Olímpicos de Múnich 1972, obteniendo una medalla de bronce en la clase de Soling.

## Palmarés internacional
| Juegos Olímpicos | Juegos Olímpicos | Juegos Olímpicos  | Juegos Olímpicos |
| Año              | Lugar            | Medalla           | Clase            |
| ---------------- | ---------------- | ----------------- | ---------------- |
| 1972             | Múnich (RFA)     | Medalla de bronce | Soling           |